# Vito Fornari
Vito Fornari, född den 10 mars 1821 i Molfetta, död den 6 mars 1900 i Neapel, var en italiensk präst och filosof.
Fornari förfäktade Vincenzo Giobertis lära i arbetet Dell'armonia universale: ragionamenti (1850), och utvecklade i Dell'arte del dire (4 band, 1861–1862), ett estetiskt system från hegelianska och romersk-katolska förutsättningar och företrädde, särskilt med de tre böckerna Della vita di Gesù Cristo (3 band, 1869–1893) den platonska och mystiska riktningen inom den italienska spiritualismen.